# 촉산전
《촉산전》(蜀山傳, The Legend Of Zu)은 홍콩에서 제작된 서극 감독의 2001년 판타지, 액션 영화이다. 정이건 등이 주연으로 출연하였다.

## 출연

### 주연
- 정이건
- 장백지
- 장쯔이
- 고천락
- 임희뢰
- 오경

### 조연
- 홍금보
- 양공여
- 담요문

## 기타
- 출품인: 진명영
- 프로듀서: 향화강
- 시각효과: 허안
- 무술연출: 원화평

## MBC 성우진 (2003년 4월 12일)
- 안지환 - 현천종 (정이건)
- 윤성혜 - 이영기/고월 (장백지)
- 박조호 - 백미진인 (홍금보)
- 최한 - 단진자 (고천락)
- 김영선 - 염형
- 최수진 - 정락천 (장쯔이)
- 정남 - 적시 (임희뢰)
- 김용준
- 이상훈
- 표영재
- 방성준
- 이원찬
- 정재헌